# Papez回路
Papezの回路（Papezのかいろ、英：Papez circuit）とは情動や記憶に重要と考えられる神経回路である。
海馬に起始し海馬に戻って来るループ構造を持つ。提唱者であるJ. Papezは情動の基盤としてこのPapezの回路を発表したが、現在ではむしろ長期記憶との関連が深いと考えられている。類似した概念としてYakovlevの回路がある。

## Papezの提唱論文

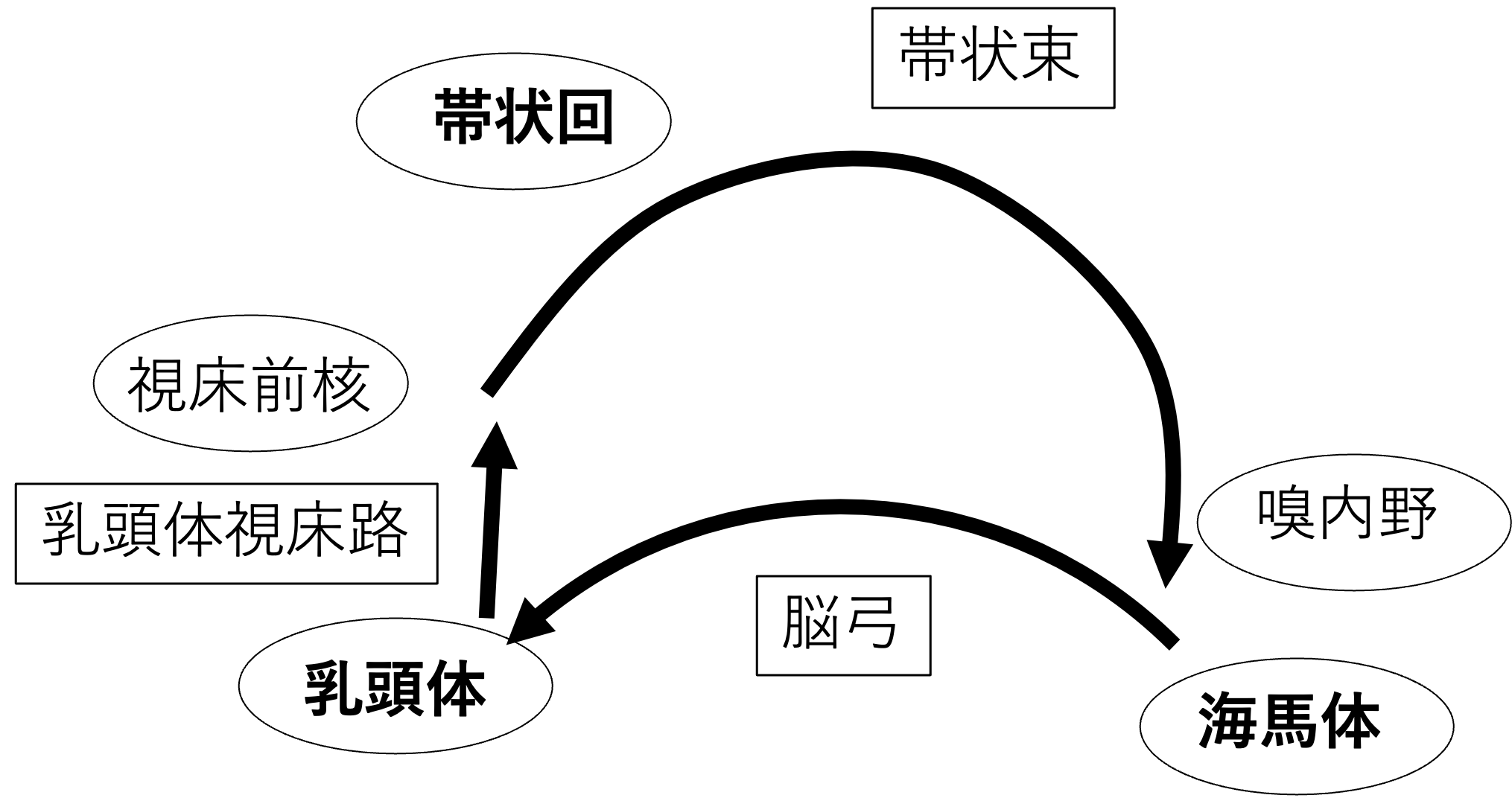
Papezの回路の模式図

J. Papezは海馬を中心として乳頭体を含む視床下部や帯状回との相互連絡が、情動の発現や体験に重要であると考え、1937年に論文として発表した。その内容を概略として示すと以下である。
1. 海馬体に発し脳弓を経て乳頭体へと至る
2. 乳頭体から乳頭体視床路（mamillothalamic tract）を介して視床前核へと至る
3. 内側視床皮質放射（medial thalamocortical radiation）を介して帯状回皮質へと到達する

Papezは海馬が大脳皮質の活動を受け、乳頭体は視床下部として身体感覚を統合し、情動を生み出すと考えた。そして生み出された情動を主観的に体験する構造がを帯状回だと考えた。なお、この時点ではPapezは閉じたループ構造としては考えていなかった。

## その後の発展
P. MacLeanはP. P. Brocaによる辺縁葉（limbic lobe）の概念にPapezの回路を統合し、辺縁系（limbic system）という概念に拡張した。この際に帯状回から海馬へのフィードバック経路の重要性を強調し、現在のような閉じたループ構造であるPapezの回路という概念が生まれた。またPapezの回路には情動基盤として重要な扁桃体が含まれていなかったため、辺縁系に扁桃体を組み込んだ。